# Городская управа (Кунгур)

Городская управа — здание бывшей городской управы в городе Кунгур, находится на улице Карла Маркса.
С 1975 года является памятником градостроительства и архитектуры регионального значения.

## История
Здание городской управы было возведено в начале 1820-х на краю Соборной площади, когда городским головой был Степан Осипович Фоминых. Трёхэтажное здание в стиле классицизма было построено из камня на средства мещан и купцов и предназначалось для Ремесленной Управы. На его первом этаже расположились торговые лавки. В 1870-е годы в здании размещались различные управы: городская, ремесленная и мещанская, а также публичная библиотека Хлебникова, комитет Общества Красного Креста и Общественный Фоминых банк.
В 1902 году, когда городским головой Кунгура был Л. И. Сартаков, здание было реконструировано. Через семь лет в 1909 году одно из помещений здания было выделено для городского музея, который учредила Кунгурская городская дума. В 1914 году выставку кустарных работ, демонстрировавшуюся в Кунгурской городской управе, посетили принцесса Виктория Гессен-Дармштадтская и её дочь Луиза.
Здание известно тем, что в 1917 году в нём объявили о передаче власти в Кунгуре Советам. В 1923 году здание было передано городским властям. С 1925 году в здании размещался Окрисполком, который в 1936 году сменила школа № 8. В конце 1941 года в здании бывшей городской управы работал штаб 379-й стрелковой дивизии РККА ВС Союза ССР.
С 1985 года по настоящее время в здании работает вспомогательная школа-интернат.